# Mebaragesi
Mebaragesi o Enmebaragesi, i també Me-Baragesi, En-Men-Barage-Si i Enmebaragisi va ser el 22è rei de la primera dinastia de Kish a Sumer esmentat a la llista de reis sumeris, que li assigna un mític regnat de 900 anys. Es el primer rei d'aquesta llista del qual s'han trobat dades històriques. Se suposa que va regnar cap a finals del segle XXVIII aC i a principis del XXVII aC
Una de les formes del seu nom, En-Men-Barage-Si porta el prefix En que correspon a un títol religiós sumeri, encara que això no contradiu el fet que pogués tenir origen semita, com potser indiquen els noms dels seus antecessors. Va ser el primer rei conegut que va portar el títol de Lugal (literalment "rei", "home gran").
A la literatura èpica sumèria i als himnes conservats s'explica que hi va haver un enfrontament entre Mebaragesi de Kix i el seu fill Aga amb Guilgameix d'Uruk. El rei de Kix va convidar Uruk a sotmetre's, i com que la ciutat no es va rendir la va assetjar amb les seves tropes. Una versió diu que Guilgameix va trencar el setge amb una sortida victoriosa. La ciutat-estat de Kix exercia l'hegemonia d'aquella zona de Mesopotàmia.
Les inscripcions de Mebaragesi apareixen a la regió situada a l'est del Tigris i al sud del Diyala, a l'antic temple de Khafaji, a Nippur (de l'època de Jemdet Nasr). La llista parla de la seva conquesta del país d'Elam, cosa que informa de l'antiguitat del conflicte entre Sumèria i Elam i semblaria, per tant, que el seu poder s'estenia cap al riu Diyala i cap al sud de Sumer fins a l'Elam. A l'Epopeia de Guilgameix, es diu que era pare d'Aga de Kish i que va assetjar Uruk. La seva existència deixa suposar la historicitat dels successors dels quals no s'han trobat proves. Shulgi, de la dinastia d'Ur III, en un poema, diu que Guilgameix va capturar i derrotar Enmebaragesi, però en la llista de reis sumeris es diu que va ser Dumuzid d'Unug qui el va capturar. En un altre paràgraf, Guilgameix ofereix la seva "germana" Enmenaragesi com a esposa del monstre Huwawa o Humbaba, cosa que fa dubtar del seu sexe.
El va succeir el seu fill Aga].